# Frederiksdal Skov
Frederiksdal Skov er en skov beliggende mellem Furesø og Bagsværd Sø. Skoven består af tre dele: Storskov, Nybro Skov og Spurveskjul. Storskov udgør den vestligste del af Frederiksdal Skov og strækker sig fra Kollekolle i vest til Jægerbakke i øst. Nybro Skov ligger ved Frederiksdal syd for Mølleåen på den strækning, der forbinder de to søer, mens Spurveskjul ligger nord for åen nærmest Frederiksdal Gods. Syd for Storskov ligger Bøndernes Hegn og Aldershvile Skov i umiddelbart tilknytning til skoven.

## Naturbeskyttelse
Frederiksdal Skov indgår i et samlet fredet område, der strækker sig fra Farum Sø via Nørreskov sønden om Furesø til Frederiksdal Skov og herfra videre til Lyngby Åmose nord for Bagsværd Sø og Lyngby Sø; mod sydvest strækker det fredede område sig fra Frederiksdal Skov via Store Hareskov og Syvstjernen til Lille Hareskov og Jonstrup Vang. Frederiksdal Gods blev fredet i 1943 og Lyngby Åmose i 1949. og Natura 2000-område nr. 139 Øvre Mølleådal, Furesø og Frederiksdal Skov